# Rejon Balakən
Rejon Balakən (azer. Balakən rayonu) – rejon w północnym Azerbejdżanie.